# Niitosuolu
Niitosuolu är en ö i Finland.   Den ligger i den ekonomiska regionen Norra Lappland och landskapet Lappland, i den norra delen av landet, 1 100 km norr om huvudstaden Helsingfors.